# Alzira (opera)

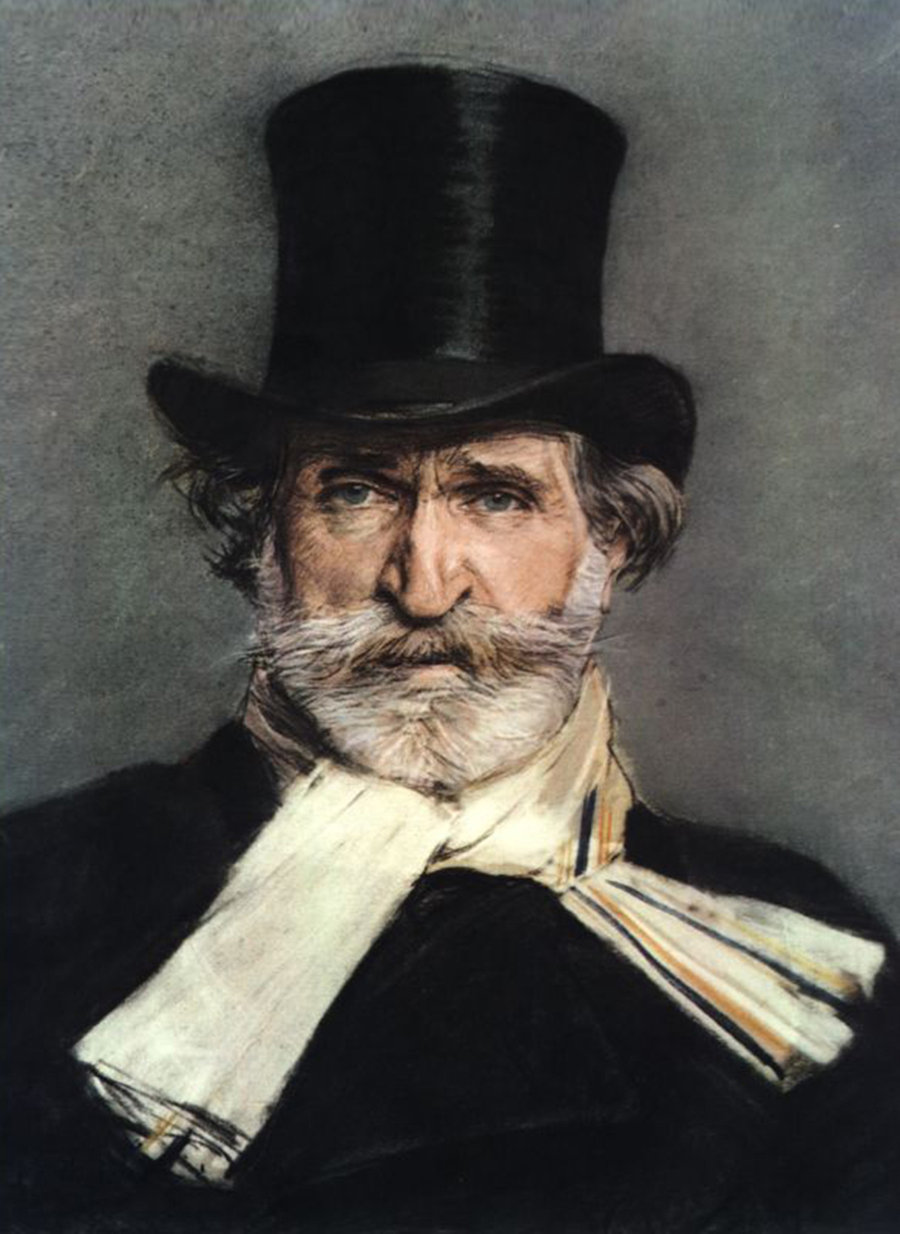
Giuseppe Verdi

Alzira is een opera in een proloog en twee bedrijven van Giuseppe Verdi op een Italiaans libretto van Salvatore Cammarano, gebaseerd op een toneelstuk van Alzire, ou les Américains van Voltaire. De première vond plaats in het Teatro San Carlo in Napels op 12 augustus 1845. De ontvangst was destijds gemengd en na de première volgden vier voorstellingen in Napels, de laatste op 21 augustus.

## Rolverdeling
- Alvaro, vader van Gusmano, de oorspronkelijke gouverneur van Peru  - bas
- Gusmano, zijn zoon en opvolger - bariton
- Ovando, een Spaanse hertog - tenor
- Zamoro, Peruaans stamhoofd - tenor
- Ataliba, Peruaans stamhoofd - bas
- Alzira, Ataliba's dochter - sopraan
- Zuma, haar dienares - mezzosopraan
- Otumbo, een Inca-krijger
- Spaanse officieren en soldaten, Inca's en dienaressen - koor

## Synopsis
Plaats van handeling: Peru
Tijd: de 16e eeuw

### Proloog
Alvaro, de gouverneur van Peru is gevangengenomen door de Inca's, maar als Zamoro, het dood gewaande stamhoofd uit het strijdveld terugkeert besluit deze hem vrij te laten.

### Eerste bedrijf
Als Alvaro is teruggekomen in Lima doet hij afstand van zijn functie en Gusmano volgt zijn vader op als gouverneur van Peru. Ook wordt openbaar gemaakt dat Zamoro het leven van Alvaro heeft gespaard. Gusmano toont zich op zijn beurt van zijn goede kant door Ataliba, een ander stamhoofd van de Inca's, vrij te laten, evenals Zamoro, die zich aan de Spaanse bezetters had onderworpen: Gusmano doet dit echter wel op de voorwaarde dat hij met Alzira, de dochter van Ataliba mag trouwen.
Ataliba probeert zijn dochter van de politieke noodzaak om Gusmano te trouwen te overtuigen. Zij houdt echter van Zamoro. Als de twee geliefden elkaar trouw zweren verschijnt Gusmano en hij veroordeelt Zamoro ter dood. Alvaro vraagt zijn zoon Zamoro te sparen maar die wil daarvan niets weten.

### Tweede bedrijf
Alzira offert zich op en stemt toe in een huwelijk met Gusmano om haar geliefde van de dood te redden. Echter, vlak voor de huwelijksvoltrekking wordt Gusmano neergestoken door de als Spaanse officier vermomde Zamoro. Stervend vergeeft Gusmano zijn moordenaar, bekent zijn zonden en verenigt de geliefden.

## Belangrijke aria's
- "Risorto fra le tenebre" - Zamoro in het proloog
- "Un Inca, eccesso orribile" - Zamoro in het proloog
- "Eterna la memoria" - Gusmano in het eerste bedrijf, scène 1
- "Quanto un mortal può chiedere" - Gusmano in het eerste bedrijf, scène 1
- "Nell'astro più che fulgido" - Alzira in het eerste bedrijf, scène 2
- "Da Gusman sul fragil barca" - Alzira in het eerste bedrijf, scène 2
- "Irne lungi ancor dovrei" - Zamoro in het tweede bedrijf, scène 2
- "Non di codarde lagrime" - Zamoro in het tweede bedrijf, scène 2

## Geselecteerde opnamen
| Jaar | Rolverdeling (Alzira, Zamoro, Gusmano, Alvaro)                          | Dirigent, operagezelschap en orkest                                                       | Label                            |
| ---- | ----------------------------------------------------------------------- | ----------------------------------------------------------------------------------------- | -------------------------------- |
| 1989 | Ileana Cotrubas, Francisco Araiza, Renato Bruson, Jan-Hendrik Rootering | Lamberto Gardelli, Münchner Rundfunkorchester en Chor des Bayerischen Rundfunks           | Audio cd: Orpheus Cat: C 05 7832 |
| 1999 | Marina Mescheriakova, Ramón Vargas, Paolo Gavanelli, Slobodan Stankovic | Fabio Luisi, L'Orchestre de la Suisse Romande en het koor van het Grand Théatre de Genève | Audio cd: Philips Cat: 464-628-2 |

Opmerking: "Cat:" staat voor catalogusnummer van de maatschappij; "ASIN" is het productreferentienummer op amazon.com.